# 키키랑 또로랑 2
키키랑 또로랑 2는 대우자동차에서 출시한 교육용 게임이다.

## 줄거리
한국 밀레니엄 본부의 김 박사는 새로운 천년(밀레니엄)에 인류를 위해 활약할 슈퍼카의 개발을 맡아, 초자연의 힘으로 움직일 수 있는 슈퍼카의 설계도를 완성하였다. 그러나 김 박사는 메시지를 남기고 설계도와 함께 사라져버린다. 이 슈퍼카가 전쟁이나 무기 개발 등에 악용되면 인류의 파멸을 초래할 수도 있음을 걱정해서였다.
인간의 신비한 능력과 자연의 힘을 깨닫게 하는 세계 곳곳에, 우주의 전방위를 가리키는 12개의 별자리 돌이 숨겨져 있다. 이 돌들을 모두 찾아 본부에 설치된 특수장치에 맞춰 넣으면 설계도를 볼 수 있다. 그러나 순수한 영혼을 가진 자만이, 세계 곳곳에서 대자연의 진리와 인류의 지혜를 터득하여 이 돌들을 찾을 수 있다.
밀레니엄 본부는 이 돌들을 찾아 슈퍼카를 완성할 요원으로 키키를 선발하였다. 설계도를 먼저 손에 넣으려는 악당 '나쁜놈'의 끊임없는 방해를 받지만, 키키는 12개 별자리 돌을 찾아 세계 여행을 계속하게 된다.

## 참고 자료
- 키키랑 또로랑 2 설명서[쪽 번호 필요]